# 왕복 2차로 고속도로
왕복 2차로 고속도로(往復二車路高速道路, Two-lane Expressway)는 한 방향의 차로수가 하나로만 되어 있는 고속도로를 말한다.

## 개요
일반적으로 왕복 2차로 고속도로는 건설비를 절약하거나 교통량이 적을 것으로 예상되는 경우에 건설된 경우가 있다. 안전 확보나 교통량이 많아진 것 등의 이유로 왕복 4차로 이상으로 확장된 경우 기존의 왕복 2차로 구간은 왕복 4차로 이상 고속도로의 일방통행로(왕복 4차로로 설계된 왕복 2차로 고속도로를 왕복 4차로로 확장하거나 확장을 하기에는 선형에 문제가 없어 왕복 2차로 고속도로 옆에 확장을 한 경우) 또는 일반도로(고속도로의 선형개량 등으로 왕복 4차로로 신설된 구간이 있는 경우)로 전환된다.
왕복 2차로 고속도로는 중앙분리대가 없고 제한 속도 또한 최고 60 km/h에서 최고 80 km/h까지인 경우가 대부분이다. 또한 왕복 2차로 고속도로의 출입구 중 일부는 나들목 형태로 되어 있지 않고 일반도로와 같이 평면교차로(삼거리나 사거리 등) 형태로 되어 있는 경우도 있다.(예:(구)남장수 나들목)

## 국가별 왕복 2차로 고속도로 목록

### 대한민국

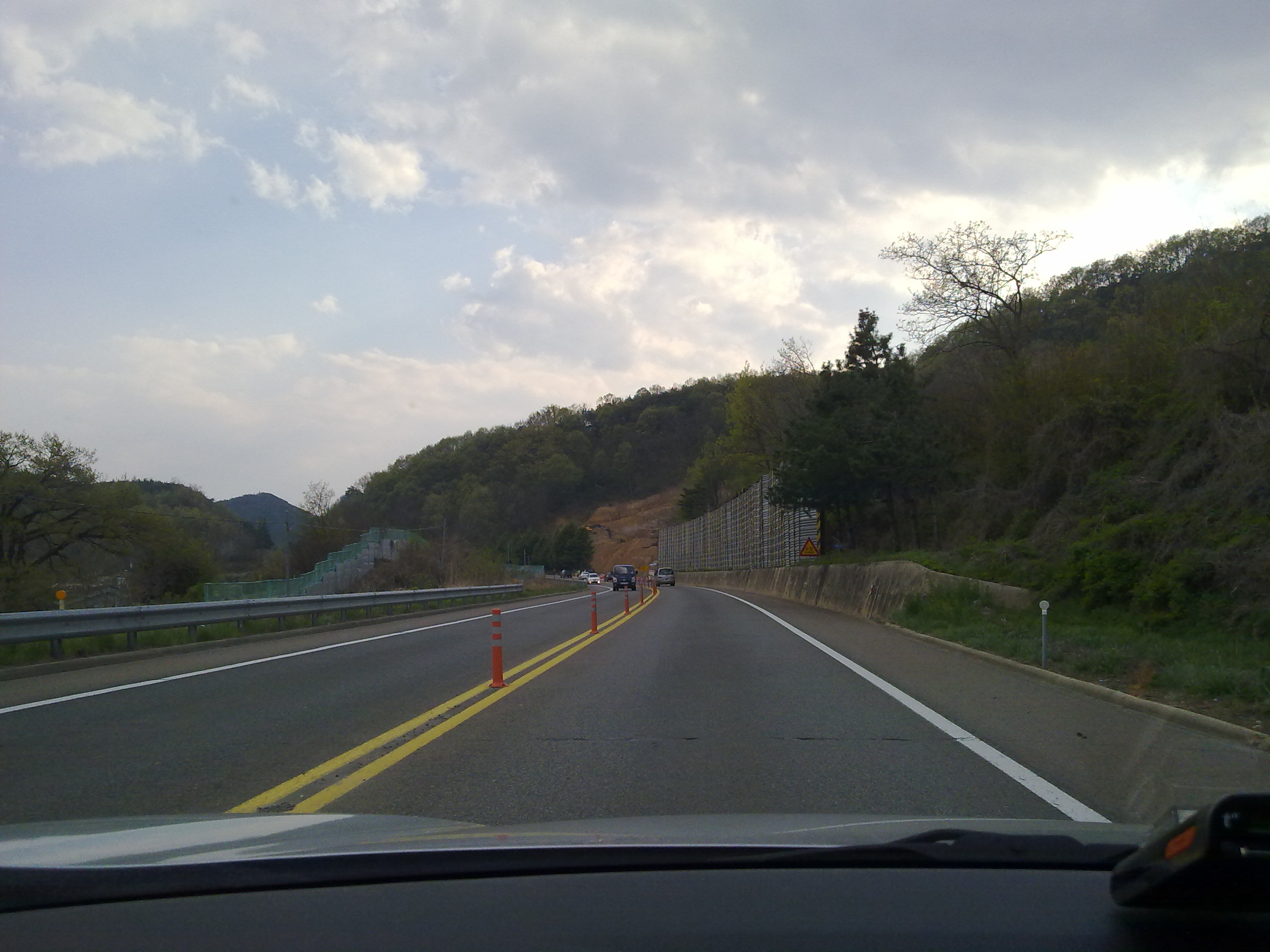
구 88올림픽고속도로(대한민국)

대한민국에서 고속도로를 건설하기 시작하였을 때는 고속도로를 왕복 2차로로 건설하는 경우도 있었으며, 당시 국립영화제작소에서 제작된 대한뉴스의 보도 중에서 왕복 2차로 고속도로의 안전운전수칙과 관련된 내용도 있다.

최초로 왕복 2차로로 건설된 고속도로는 1971년 대전-전주 구간이 우선 개통되었던 호남고속도로였으며, 이후 1984년까지는 경부고속도로, 울산고속도로, 경인고속도로, 남해고속도로 마산-부산구간을 제외하고는 전부 왕복 2차로의 고속도로로 건설되었다. 

1992년 건설부(현 국토교통부)가 왕복 2차로 고속도로를 건설할 경우 손실비용이 크다는 이유로 고속도로를 처음부터 왕복 4차로 이상으로 건설하기로 결정하였으며, 이러한 결정에 의해 1992년 이후에 건설된 고속도로는 모두 왕복 4차로 이상으로 건설되었고 신규로 건설되고 있는 고속도로 또한 왕복 4차로 이상으로 건설되고 있다.
- 현재 존재하는 왕복 2차로 고속도로
  - 제2경인고속도로의 옥련 나들목 ~ 학익 분기점 구간(중앙분리대 설치, 제한속도 100km/h)
  - 서천공주고속도로의 동서천 나들목 ~ 동서천 분기점 구간(얕은 중앙분리대 설치, 제한속도 시속 80km/h)
  - 서울양양고속도로의 양양 분기점~양양 나들목 구간
  - 평택파주고속도로의 산단 나들목~내포 나들목 구간(중앙분리대 설치, 제한속도 100km/h)
- 개통 당시 왕복 2차로 고속도로였던 고속도로
  - 호남고속도로
  - 남해고속도로
  - 중부내륙고속도로지선과 중부내륙고속도로의 현풍 분기점 ~ 내서 분기점 구간(개통 당시 구마고속도로)
    - 단, 창녕 나들목 구간은 처음부터 왕복 4차로로 설계되었다.

  - 영동고속도로의 신갈 분기점 ~ 강릉 분기점 구간
  - 동해고속도로의 최초 개통 구간(현 국도 제7호선의 동해시 ~ 강릉시 구간)
  - 구 88올림픽고속도로 전 구간
  - 중앙고속도로의 칠곡 나들목 ~ 서안동 나들목 구간, 제천 나들목 ~ 만종 분기점 구간과 홍천 나들목 ~ 춘천 나들목 구간
    - 단, 중앙고속도로 구간은 4차로 확장 공사를 염두에 두고, 조기 개통을 위해 임시로 2차로로 개통하였다.[4]
- 최초 계획 당시 왕복 2차로로 계획되었으나 착공 전에 왕복 4차로 이상으로 계획이 변경된 고속도로
  - 중부내륙고속도로
  - 통영대전고속도로
  - 대전남부순환고속도로
  - 중앙고속도로(대동 분기점~동대구 분기점)

위 고속도로들은 최초 계획 당시 왕복 2차로로 계획되었으나 1992년 내려진 지침에 따라 계획을 변경하였다.

### 조선민주주의인민공화국 (북한)
- 평양원산고속도로
- 원산금강산고속도로
- 사리원신천고속도로

### 일본

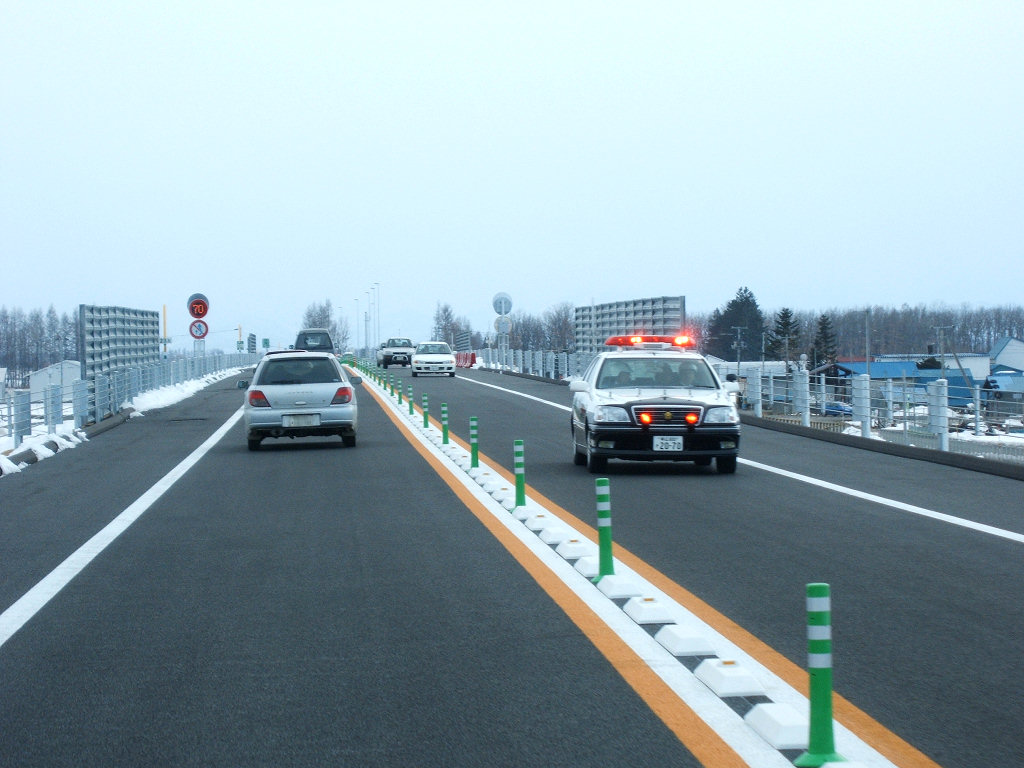
오비히로히루 고속도로(일본)

일본은 최근까지도 2차선 고속도로를 일부 건설하고 있다. 노폭은 대체로 한국의 2차로 고속도로와 비슷하지만, 중앙선에 봉이 항상 설치되어 있고, 선형도 매우 깔끔한 게 특징이다. 다만 제한속도는 대체로 70 km/h로 정하고 있다.
- 홋카이도 고속도로
- 도토 자동차도

### 오스트레일리아 (호주)

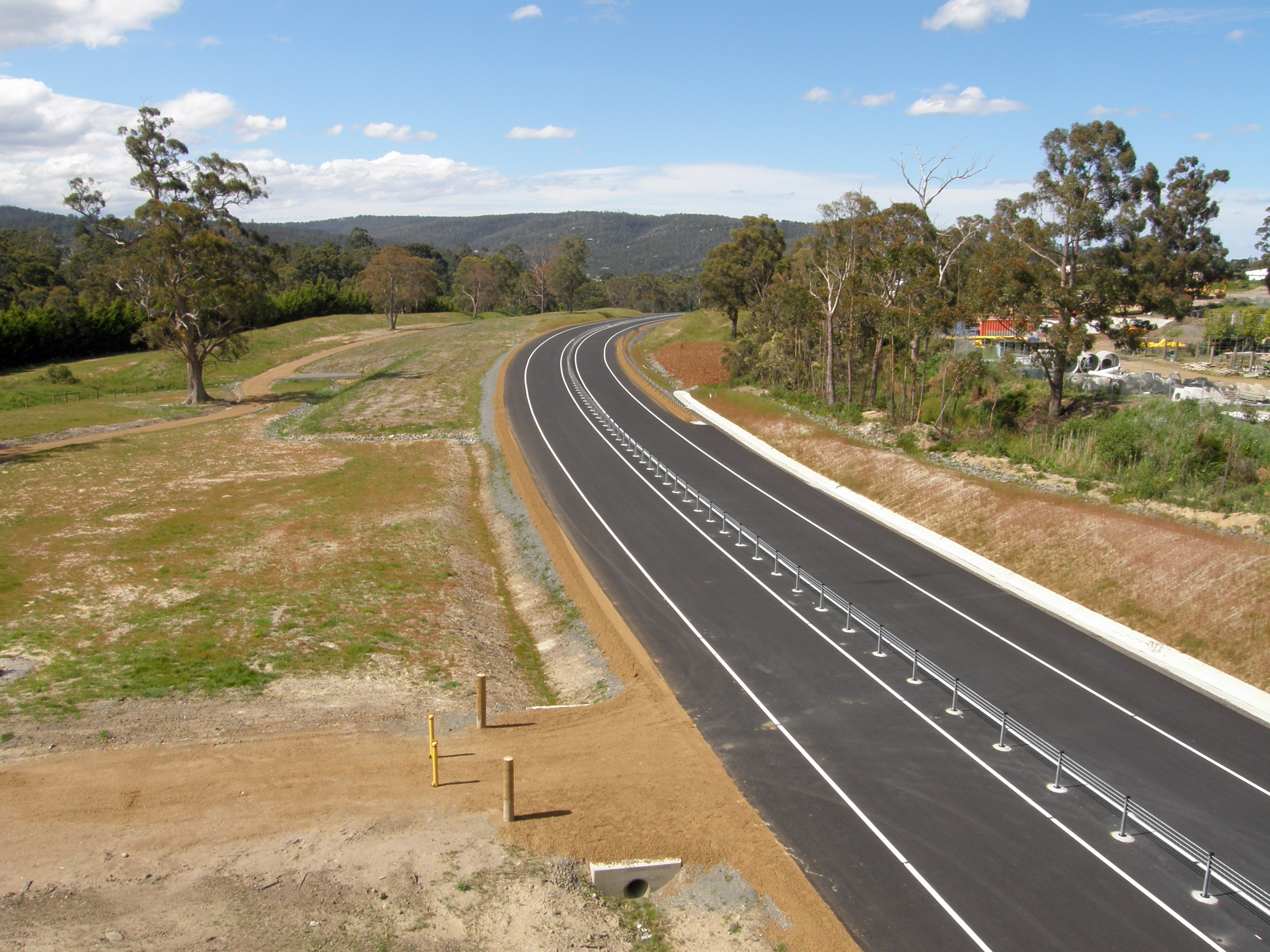
킹스턴 바이패스 (오스트레일리아)

오스트레일리아는 상대적으로 2차선 고속도로가 많은 편이다. 대표적인 노선으로는 다음과 같다.
- 모닝턴 반도 고속도로: 멜버른, 제한속도 90 km/h
- 커닝엄 고속도로
- 킹스턴 바이패스
- 선샤인 자동차전용도로
- 타운스빌 순환로

### 미국

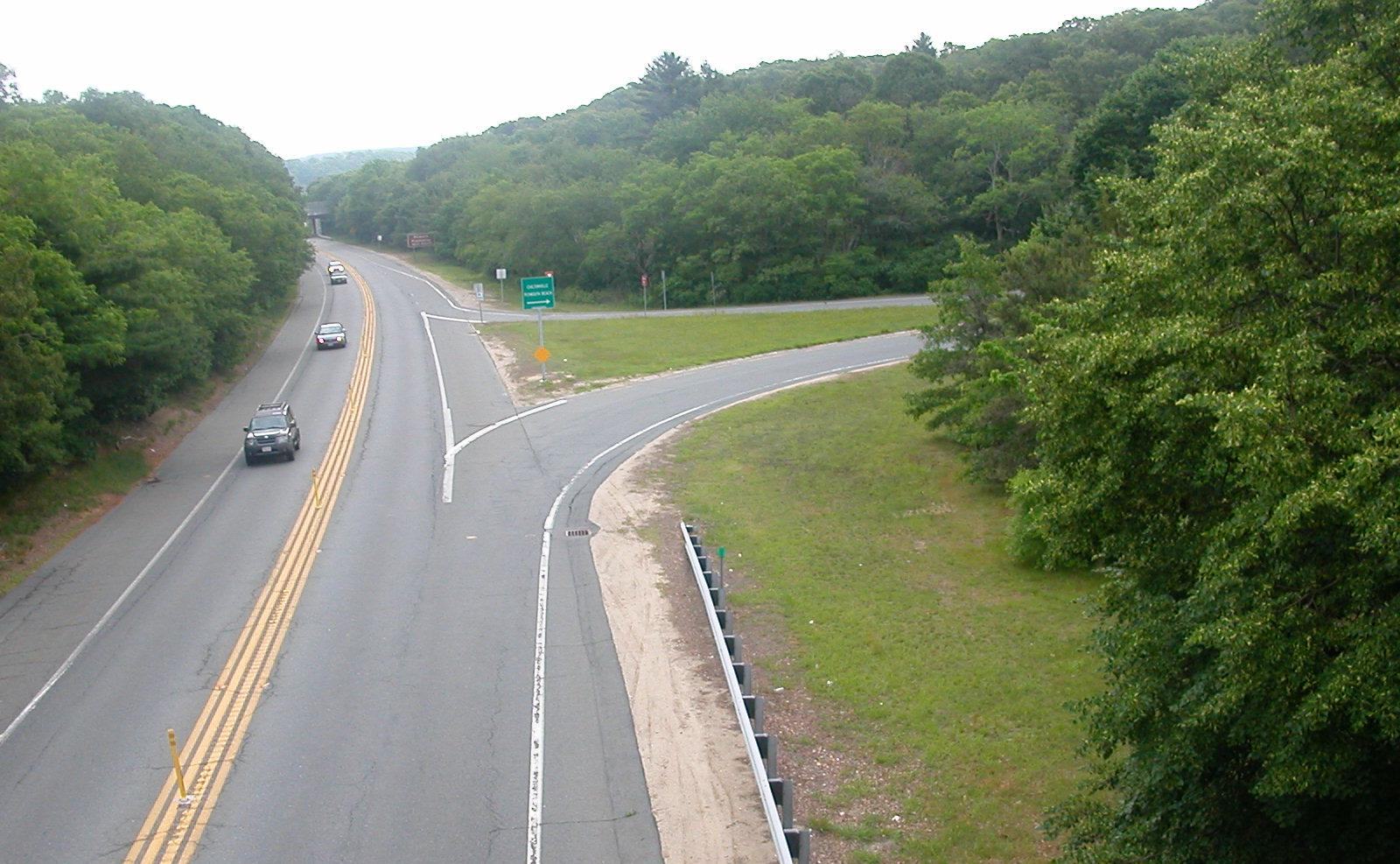
필모스 플랜테이션 고속도로 (미국)

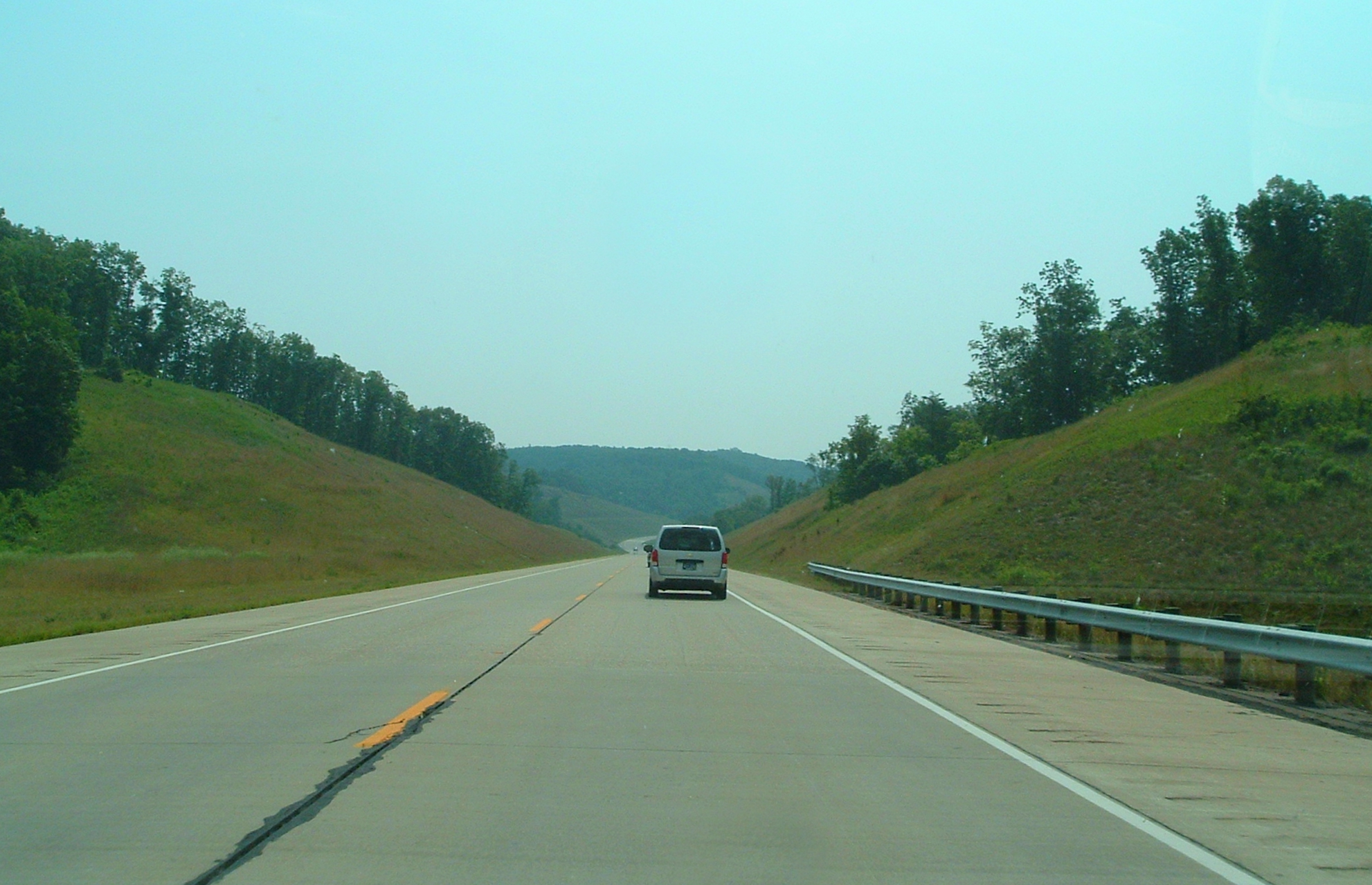
고속도로 33호선 (미국)

미국은 각 주마다의 고속도로에 2차선 고속도로가 상당수 존재하고 있다.

#### 아칸소주
- 530호선

#### 캘리포니아주
- 캘리포니아 주도 267호선

#### 커네티컷 주
- 도로 제 190호선
- 도로 제 2A호선

### 독일
독일은 아우토반의 본고장이라 할 만큼 고속도로의 품질이 세계 최고 수준이지만, 일부 도로에 한해서 일부 2차선 구간이 존재한다.
- A8
- A60
- A62

### 영국
일부 구간에 한해서 2차선 도로가 있다. 현재는 2개만 존재한다.
- A601(M)
- 런콤 스퍼 로드
  - 과거 존재했던 2차선 도로
    - A6144(M) - 현재는 고속도로에서 해제, 일반 도로로 격하되었다.

### 남아프리카 공화국
남아프리카 공화국에서는 일부 고속도로가 2차선이다.
- 고속도로 1호선
- 고속도로 2호선

## 같이 보기
- 잠정 2차선(ja:暫定2車線)